# Microcoelia macrantha
Microcoelia macrantha là một loài thực vật có hoa trong họ Lan. Loài này được (H.Perrier) Summerh. mô tả khoa học đầu tiên năm 1943.